# Бенацки, Ральф
Ральф Бенацки (нем. Ralph Benatzky; настоящие имя и фамилия — Рудольф Йозеф Франтишек Бенацки, чеш. Rudolf Josef František Benatzky; 5 июня 1884, Моравске-Будеёвице Австро-Венгрия (ныне Край Высочина, Чехии) — 16 октября 1957, Цюрих) — австрийский композитор чешского происхождения.

## Биография
Родился в семье школьного учителя немецкого языка в Моравске-Будеёвице. В 1890 году вместе с родителями переехал в Вену. В 1899 году поступил в военную школу в Литомержице. Однако вскоре за участие в драке, но, вероятно, также по состоянию здоровья, был исключён. Продолжил учёбу в Вене, Праге и Мюнхене. Стал доктором филологии. Одновременно расширял своё музыкальное образование, в частности, под руководством Дворжака, и вскоре решил полностью посвятить себя музыке.
Начинал как композитор. В 1910 г. стал дирижёром Малого театра в Мюнхене. В начале творческой карьеры был связан с кабаре Wittelsbach в Нюрнберге. 
Получил известность созданием песен, текстов к ним, пьес и оперетт для кабаре. Некоторые из них звучали не только в Германии, но и в Австрии (Вене). В 1914 году стал музыкальным руководителем созданного им венского кабаре Rideamus. Его оперетта Prinzchens Frühlingserwachen («Принцесса пробуждения весны») была поставлена в театре Аполлона и позже была адаптирована для английской сцены.
С 1938 года проживал в США, а последние 12 лет жизни провёл в Цюрихе (Швейцария). Умер 16 октября 1957 года, в возрасте 73 лет. Его вдова Мелани в 1969 г. оформила брак с графом Куденхове-Калерги, идейным отцом объединённой Европы.

## Творчество
Ральф Бенацки — автор более 5000 песен. Кроме того, сочинял музыку для кино, радиопередач и театральных постановок. В историю музыки вошёл, прежде всего, как автор оперетт, в том числе, таких как «Казанова» (1928), «Три мушкетёра» (1929), «Под белым Конём» (1930), «Роскошная девушка» (1933) и «Аксель у райских врат» (1936)

## Избранные произведения
- 1909: Der Nachtwächter (комическая опера)
- 1911: Laridon (оперетта)
- 1911: Cherchez la femme (оперетта)
- 1914: Prinzchens Frühlingserwachen! (оперетта)
- 1915: Ich muß wieder einmal in Grinzing sein
- 1916: Liebe im Schnee (оперетта)
- 1918: Die tanzende Maske (оперетта)
- 1920: Apachen! (оперетта)
- 1923: Ein Märchen aus Florenz (оперетта)
- 1925: Für Dich
- 1926: Adieu Mimi (музыкальная комедия)
- 1928: Casanova (историческая оперетта-ревю)
- 1929: Die drei Musketiere (оперетта)
- 1930: Im weißen Rößl (оперетта)
- 1930: Meine Schwester und ich (музыкальная комедия)
- 1933: Bezauberndes Fräulein (музыкальная комедия)
- 1934: Das kleine Café (музыкальная комедия)
- 1935: Der König mit dem Regenschirm (оперетта-комедия)
- 1936: Axel an der Himmelstür (музыкальная комедия)
- 1936: Herzen im Schnee (оперетта-ревю)
- 1940: Angielina (музыкальная комедия) и др.